# Les Monstres de Mayuko
Les Monstres de Mayuko est un album de bande dessinée scénarisé, dessiné et colorisé par Marie Caillou et paru en 2012 chez Dargaud.

## Synopsis
Une jeune fille fiévreuse est dupée par le renard Kitsune qui l'entraîne dans un monde qui regorge de créatures fantastiques.